# Fabien Di Filippo
Pour l’article homonyme, voir Di Filippo.
Fabien Di Filippo, né le 23 août 1986 à Sarrebourg (Moselle), est un homme politique français.
Il est député de la 4e circonscription de la Moselle depuis 2017. Il a également été conseiller municipal de Sarrebourg. Membre des Républicains, il en est secrétaire général adjoint depuis 2017.

## Biographie

### Jeunesse et études
Issu d'un milieu modeste, il est élevé par une mère employée de bureau et une grand-mère qui faisait des ménages. 
Admis à l'Institut d'études politiques de Paris en 2005, il en sort diplômé d'un master affaires publiques obtenu en alternance. Il obtient également une licence en économie et en science politique de l'université Louis-et-Maximilien de Munich en 2007.

### Parcours professionnel
Il travaille dix ans dans le privé. Il est d'abord cadre dans le groupe Auchan, après avoir été consultant au cabinet de conseil KPMG. Il cesse ensuite ses fonctions pour être élu député.

### Carrière politique
Fabien Di Filippo est élu conseiller municipal de Sarrebourg à 21 ans, puis député de la Moselle (4e circonscription) à 31 ans lors des élections législatives de 2017, sa première candidature à des élections nationales. Il bat au second tour Mathilde Huchot (LREM) avec 53,29 % des voix.
Il parraine Laurent Wauquiez pour le congrès des Républicains de 2017,. Après l'élection de Laurent Wauquiez, il est nommé secrétaire général adjoint des Républicains chargé des adhésions.
Au début de la mandature, il apparaît comme le député « le plus perturbateur » lors des séances de l'hémicycle, avec « 98 remarques ou interpellations à lui tout seul » en octobre 2017. Il est ainsi présenté dans les médias comme « le puncher de l'opposition » ou « le trublion des Républicains »
À la suite de la dissolution de l'Assemblée nationale le 9 juin 2024, Fabien Di Filippo est investi comme candidat LR aux législatives et réélu député.

### Prises de position
Il revendique un positionnement marqué à droite : défense de la famille, orthodoxie budgétaire stricte, durcissement de la politique migratoire, discours anti-assistés, peines planchers, etc.
En mai 2018, lors de l'examen du projet de loi contre les violences sexuelles et sexistes, il accuse la secrétaire d'État Marlène Schiappa de « manquer à [sa] parole et [de] faire passer [sa] conception libertaire des rapports sexuels, y compris entre mineurs et majeurs, avant la protection de nos enfants » ; celle-ci dénonce en retour sa « misogynie crasse ». Dans une interview, il accuse Marlène Schiappa de l'avoir diffamé et maintient ses propos, affirmant qu'il critique « sa conception des choses et le fait qu'après avoir promis qu'un rapport sexuel entre un enfant et un adulte serait systématiquement considéré comme un viol, elle revienne sur cet engagement ».
Après les propos d'Emmanuel Macron évoquant, à travers la France, le « Gaulois réfractaire au changement », Fabien Di Filippo met en cause une « négation de l'identité française » et une « nouvelle insulte au peuple français ». Il évoque le « Président Rothschild ». Cette allusion est dénoncée comme antisémite par la LICRA et Francis Kalifat, président du CRIF. Fabien Di Filippo dément une telle interprétation et affirme n'avoir fait référence qu'aux « fonctions passées de banquier d'affaires d'Emmanuel Macron et à une certaine déconnexion de nos réalités ».
En 2018, il s'abstient, avec cinq autres députés LR, lors du vote de la réforme ferroviaire, soutenue par Laurent Wauquiez, alors qu'il est « l'un de ceux qui collent le plus à la ligne » de ce dernier selon Les Échos. Il est très actif au sujet de l'immigration.
En janvier 2018, il indique vouloir « faire entendre la voix des délaissés » et estime que « la politique menée par Macron depuis six mois laisse sur le bord de la route de plus en plus de Français », notamment ceux « qui subissent de plein fouet la hausse du gazole et la baisse des APL ». Fin 2018, La Lettre A considère qu'il « tente d'incarner politiquement le mouvement des « Gilets jaunes », qui touche le cœur de cible électoral des Républicains. En première ligne sur les plateaux TV, il s'appuie sur la jeune garde parlementaire promue dans le shadow cabinet présenté par Laurent Wauquiez ». Fin novembre 2018, il déclare que « la seule chose à faire, c'est un moratoire sur les taxes ».
Il s'oppose en 2022, dans le cadre de l’examen d'un projet de loi sur le pouvoir d'achat dans un contexte de forte inflation, à la hausse du salaire minimum à 1 500 euros et à une revalorisation de 4 % des prestations sociales, dénonçant « l’assistanat » dont feraient l'objet les personnes au RSA.